# Limanu
Limanu (in passato Caracicula, in turco Karaçuklu) è un comune della Romania di 5 274 abitanti, ubicato nel distretto di Costanza, nella regione storica della Dobrugia.
Il comune è formato dall'unione di 4 villaggi: 2 Mai, Hagieni, Limanu, Vama Veche.

## Geografia fisica
È situato nell'estremità sud orientale della Romania e confina a sud con la Bulgaria, a ovest con Albeşti, a nord con Mangalia e Pecineaga e ad est con il Mar Nero.
Nelle vicinanze del comune si trova il Lago Mangalia e le Grotte di Limanu

## Storia
Il centro principale è stato fondato nel 1863 da coloni turchi e tatari, in quel periodo il territorio faceva parte dell'Impero ottomano. Nel 1878 entrò a far parte del Regno di Romania e arrivarono numerosi coloni rumeni